# Obyczaj
Obyczaj – forma zachowania powszechnie przyjęta w danej zbiorowości społecznej i poparta uznawaną w niej tradycją.
Obyczaj jest elementem kontroli społecznej, stąd jego naruszenie powoduje zazwyczaj negatywną reakcję ze strony grupy. Obyczaje są przekazywane z pokolenia na pokolenie i ulegają zmianom bardzo powoli. Ogół obyczajów w danej zbiorowości tworzy jej obyczajowość.
Cechy obyczajów:
1. obyczaj jest elementarnym pojęciem wszystkich współczesnych nauk społecznych
2. obyczaje są ściśle związane z systemem wartości, które są wyznawane i praktykowane przez daną grupę społeczną (kulturową)
3. obyczaje regulują szeroki zakres spraw o istotnym znaczeniu społecznym, które pozostają poza sferą obowiązywania prawa
4. obyczaje opierają się na tradycji
5. obyczaje są pochodną procesu akulturacji
6. obyczaje są elementem kontroli społecznej
7. obyczaje są sankcjonowane przez różne odmiany presji społecznych
8. obyczaje cechuje regularność
9. obyczaje są elementem składowym procesu socjalizacji jednostki
10. ogół obyczajów określa ogólną obyczajowość (mentalność) grupy